# Korea Open 2013
Korea Open 2013 — жіночий професійний тенісний турнір, що проходив на кортах з твердим покриттям. Турнір відбувся вдесяте. Проходив у рамках Туру WTA 2013. Відбувся в Сеулі (Південна Корея) з 16 до 22 вересня 2013 року.

## Учасниці основної сітки в одиночному розряді

### Сіяні
| Країна    | Гравчиня               | Рейтинг1 | Сіяна |
| --------- | ---------------------- | -------- | ----- |
| Польща    | Агнешка Радванська     | 4        | 1     |
| Росія     | Марія Кириленко        | 20       | 2     |
| Росія     | Анастасія Павлюченкова | 33       | 3     |
| Чехія     | Клара Закопалова       | 34       | 4     |
| Україна   | Еліна Світоліна        | 41       | 5     |
| Німеччина | Юлія Гергес            | 47       | 6     |
| Німеччина | Андреа Петкович        | 50       | 7     |
| Німеччина | Анніка Бек             | 51       | 8     |

- 1 Рейтинг подано станом на 9 вересня 2013

### Інші учасниці
Нижче наведено учасниць, які отримали вайлдкард на участь в основній сітці:
- Han Sung-hee
- Чан Су Джон
- Lee Ye-ra

Нижче наведено гравчинь, які пробились в основну сітку через стадію кваліфікації:
- Чжань Цзіньвей
- Хань Сіньюнь
- Унс Джабір
- Одзакі Ріса

### Відмовились від участі
До початку турніру
- Кікі Бертенс (травма гомілковостопного суглобу)
- Каролін Гарсія
- Джеймі Гемптон (left ankle injury)
- Катерина Макарова
- Моріта Аюмі
- Магдалена Рибарикова
- Карла Суарес Наварро
- Стефані Фегеле

## Учасниці основної сітки в парному розряді

### Сіяні
| Країна     | Гравчиня          | Країна    | Гравчиня              | Рейтинг1 | Сіяна |
| ---------- | ----------------- | --------- | --------------------- | -------- | ----- |
| США        | Ракель Копс-Джонс | США       | Абігейл Спірс         | 32       | 1     |
| Японія     | Кіміко Дате       | Німеччина | Юлія Гергес           | 60       | 2     |
| Японія     | Аояма Сюко        | США       | Меган Мултон-Леві     | 87       | 3     |
| Словаччина | Жанетта Гусарова  | Іспанія   | Аранча Парра Сантонха | 103      | 4     |

- 1 Рейтинг подано станом на 9 вересня 2013

### Інші учасниці
Нижче наведено пари, які отримали вайлдкард на участь в основній сітці:
- Hong Seung-yeon /  Lee Hye-min
- Han Sung-hee /  Lee So-ra

## Переможниці

### Одиночний розряд
- Агнешка Радванська —  Анастасія Павлюченкова 6–7(6–8), 6–3, 6–4

### Парний розряд
- Чжань Цзіньвей /  Сюй Їфань —  Ракель Копс-Джонс /  Абігейл Спірс 7–5, 6–3